# 서민서
서민서(1986년 5월 22일 ~ )는 대한민국의 배우이다.

## 학력
- 동북초등학교 졸업
- 도봉여자중학교 졸업
- 혜화여자고등학교 졸업
- 세종대학교 영화예술학과 학사

## 데뷔
- 2010년 EBS "생방송 톡!톡! 보니하니"

## 연기 활동

### 드라마
- 2012년 : KBS2 월화드라마 《드림하이 2》
- 2012년 : SBS 플러스 월요시트콤 《오 마이 갓》 ... 이병준 조카 역
- 2015년 : tvN 금토드라마 《슈퍼대디 열》 ... 한열 소개팅녀 역
- 2015년 : SBS 수목드라마 《냄새를 보는 소녀》 ... 가짜 최은설 역
- 2015년 : SBS 주말연속극 《이혼변호사는 연애중》 ... 오소녀 역

### 영화
- 2013년 : 《콩가네》 ... 장애란 역
- 2014년 : 《캠퍼스 S 커플》 ... 유진 역

### 예능 프로그램
- 2007년 MBC GAME 《서효명의 MSL BREAK》
- 2008년 O'live 《올리브 쇼 시즌 2》
- 2009년 tvn 《재밌는TV 롤러코스터》
- 2009년 MBC Every 1 《스타특급대작전 함 사세요》
- 2010년 EBS1 《생방송 톡!톡! 보니하니》
- 2011년 ETN 《새빨간 차트》
- 2011년 채널A 《불멸의 국가대표》
- 2011년 MBC 《섹션TV 연예통신》
- 2012년 SBS 《도전 1000곡》
- 2012년 ETN 《DO!DO!K-POP》
- 2013년 ONT 《멜로디 시즌 4》
- 2014년 MBC 드라마넷 《추억공감 옛날 테레비》
- 2015년 SBS CNBC 《식객남녀 잘 먹었습니다》
- 2016년 MBC Every 1 《맛있을 지도》
- 2017년 SBS 《영재 발굴단》
- 2017년 MBC Every 1 《맛있을 지도 시즌 3》